# Bundessiegel
Das Bundessiegel ist das einheitlich gestaltete Dienstsiegel von Organen und Behörden der Bundesrepublik Deutschland.
Mit dem Erlass über die Dienstsiegel (DSiegelErl) vom 20. Januar 1950 (BGBl. S. 26) führte Bundespräsident Theodor Heuss auf Vorschlag der Bundesregierung das Bundessiegel in seinen beiden Formen ein. Es geht zurück auf das Staatssiegel des Deutschen Reichs, das 1921, in der Zeit der Weimarer Republik, von Sigmund von Weech entworfen worden war.

## Das Große Bundessiegel

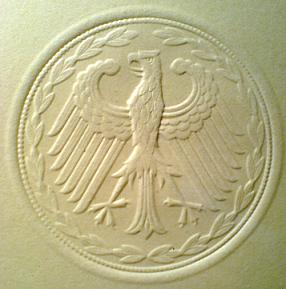
Großes Bundessiegel der Bundesrepublik Deutschland

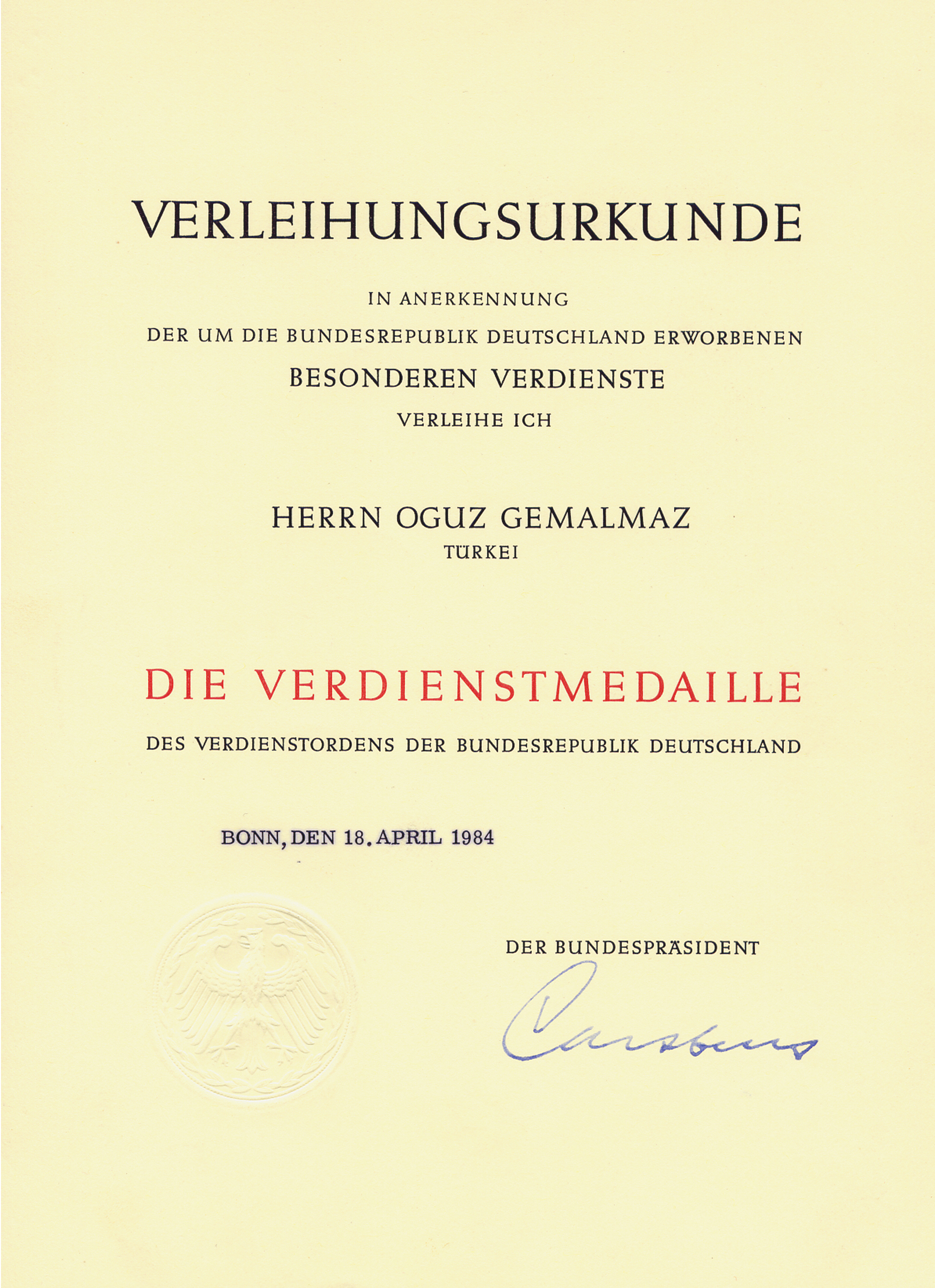
Verwendungsbeispiel: Verleihungsurkunde für den Verdienstorden der Bundesrepublik Deutschland

Das Große Bundessiegel besteht aus dem Bundesadler (in der dekorativeren Variante mit sieben Schwingen Gefieder) ohne Umschrift, den ein Lorbeerkranz umgibt. Zu seiner Führung bzw. Verwendung berechtigt sind die (Repräsentanten der) Verfassungsorgane, einige oberste Bundesbehörden, die Bundesgerichte und die höchsten Organe der Deutschen Bundesbank:
- der Bundespräsident
- der Bundestagspräsident
- der Bundeskanzler
- der Bundesratspräsident
- das Bundesverfassungsgericht
- das Oberste Bundesgericht (Dieses wurde niemals errichtet; ähnliche Funktionen hat heute der Gemeinsame Senat der obersten Gerichtshöfe des Bundes.)
- die obersten Gerichtshöfe des Bundes
- die Bundesministerien
- der Bundesrechnungshof
- Präsident und Vorstand (früher Zentralbankrat und Direktorium) der Deutschen Bundesbank

Vom Großen Bundessiegel wird bei feierlichen Beurkundungen, insbesondere bei der Ausfertigung von Gesetzen und Verordnungen, bei Ernennungen und Bestallungen sowie bei der Ausfertigung von Gerichtsurteilen und -beschlüssen durch die Judikative Gebrauch gemacht. So findet sich dieses Siegel beispielsweise auf den Ratifikationsurkunden völkerrechtlicher Verträge, auf einigen Verleihungsurkunden der vom Bundespräsidenten gestifteten Orden und Ehrenzeichen sowie auf den Entlassungsurkunden von Bundesministern. Es wird in das zu siegelnde Dokument eingeprägt (Prägesiegel).

## Das Kleine Bundessiegel

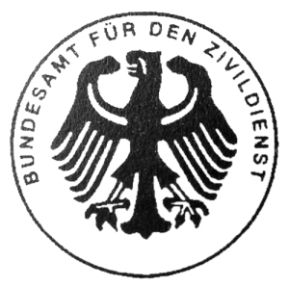
Kleines Bundessiegel einer Bundesoberbehörde der Bundesrepublik Deutschland

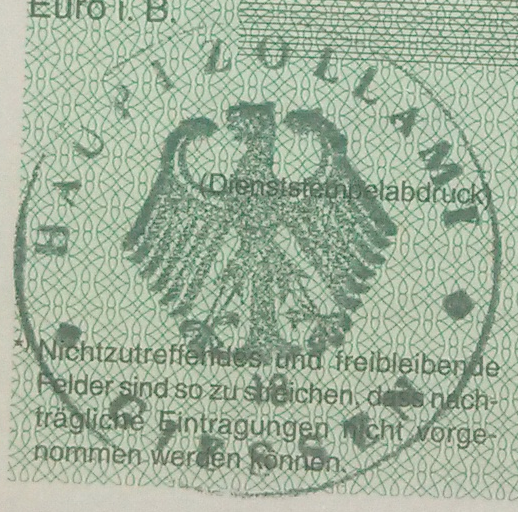
Kleines Bundessiegel des Hauptzollamtes Gießen

Das Kleine Bundessiegel besteht aus dem Bundesadler mit einer Umschrift, die die siegelführende Behörde bezeichnet. Alle Bundesbehörden führen und verwenden ein entsprechendes Siegel. Körperschaften des öffentlichen Rechts unter der Aufsicht von Bundesbehörden können bei besonderen Anlässen vom Bundesminister des Innern die Anwendung des Bundesadlers in ihrem Dienstsiegel genehmigt bekommen. Größe und Gestaltung der Dienstsiegel für Bundesbehörden sind vorgeschrieben (Umschrift in Antiqua als Majuskeln, Durchmesser des Siegels zwischen 3 und 4 cm, Ausführung als Prägesiegel oder Farbdrucksiegel möglich). Ausnahmen davon sind ebenfalls nur mit besonderer Genehmigung des Bundesinnenministers zulässig.

## Berechtigung zur Herstellung des Bundessiegels
Die Berechtigung für Firmen zur Herstellung des großen und des kleinen Bundessiegels wird vom Bundesverwaltungsamt in Köln erteilt. Dort wird auch ein Anschriftenverzeichnis der herstellungsberechtigten Unternehmen geführt. Für die Berechtigung zur Herstellung der Bundessiegel sind wichtige Erfordernisse vorausgesetzt. Vorgeschrieben werden nicht nur Inhalt, Größe und Form, sondern auch die zu verwendenden Schriften.
Siegel einer Behörde, Schule oder einer anderen Stelle müssen eine verschlüsselte Nummer enthalten. Die Verwendung derselben Nummer für zwei verschiedene Siegel ist unzulässig.